# 5278 Polly
5278 Polly este un asteroid din centura principală de asteroizi.

## Descriere
5278 Polly este un asteroid din centura principală de asteroizi. A fost descoperit pe 12 martie 1988 la Observatorul Palomar de Eleanor Francis Helin. Asteroidul prezintă o orbită caracterizată de o semiaxă mare de 2,22 ua, o excentricitate de 0,09 și o înclinație de 4,1° în raport cu ecliptica.